# 강릉 임영관 삼문
강릉 임영관 삼문(江陵 臨瀛館 三門)은 대한민국 강원도 강릉시 용강동에 있는 문(門)의 하나이다. 1962년 12월 20일 대한민국의 국보 제51호로 지정되었다.
단층의 맞배지붕으로 3칸 2호(戶)의 장중한 형태를 갖춘 우수한 팔각문(八脚門)이다. 건립된 연대는 분명하지 않으나 그 수법(手法)으로 보아서 조선 초기의 것으로 추정된다. 비록 규모는 작지만 한국 목조 건축사상 뛰어난 구조와 아름다움을 갖추고 있다.
옛 명칭은 '강릉 객사문'이었는데, 2010년 4월부터 '임영관 삼문'이라 부르게 되었다.

## 개요
고려시대에 지은 강릉 객사의 정문으로, 현재 객사 건물은 없어지고 이 문만 남아 있다. 객사란 고려와 조선시대 때 각 고을에 두었던 지방관아의 하나로 왕을 상징하는 나무패를 모셔두고 초하루와 보름에 궁궐을 향해 절을 하는 망궐례를 행하였으며, 왕이 파견한 중앙관리나 사신들이 묵기도 하였다.
이 객사는 고려 태조 19년(936)에 총 83칸의 건물을 짓고 임영관이라 하였는데, 문루에 걸려 있는 ‘임영관’이란 현판은 공민왕이 직접 쓴 것이라고 한다. 몇 차례의 보수가 있었고, 일제시대에는 학교 건물로 이용하기도 하였다. 학교가 헐린 뒤 1967년에 강릉 경찰서가 들어서게 되고 현재는 마당에 객사문만 남아 있다. 남산의 오성정·금산의 월화정·경포의 방해정은 객사의 일부를 옮겨 지은 것이다.
문은 앞면 3칸·옆면 2칸 크기이며, 지붕은 옆면에서 볼 때 사람 인(人)자 모양을 한 맞배지붕이다. 지붕 처마를 받치기 위해 장식하여 짠 공포구조가 기둥 위에만 있는 주심포 양식으로 간결한 형태로 꾸몄다. 앞면 3칸에는 커다란 널판문을 달았으며, 기둥은 가운데 부분이 볼록한 배흘림 형태이다.
간결하고 소박하지만 세부건축 재료에서 보이는 세련된 조각 솜씨는 고려시대 건축양식의 특징을 잘 보여주고 있다.

## 현지 안내문
객사란 객관(客館)이라고도 하며 고려시대와 조선시대에 각 고을에 두었던 관청건물의 하나로 임영관 삼문은 객사의 정문이다. 왕이 파견한 중앙관리가 묵었던 장소로 조선시대에는 객사의 건물 중 가장 중요한 위치에 자리한 전대청(殿大廳)에 국왕을 상징하는 전패(殿牌)를 모셔두고 매달 초하루와 보름에 궁궐을 향하여 절을 하던 곳이기도 하다.
강릉부 객사인 임영관(臨瀛館)은 고려 태조 19년(936년)에 창건하였다고 하며, 이후 조선시대까지 여러 차례에 걸쳐 중창·중수되었던 것으로 발굴조사 결과 확인되었다.
임영관 삼문은 고려 말에 지어진 것으로 현존하는 가장 오래된 문으로 강원도내 건축물 중 유일하게 국보로 지정된 문화재이며, 간결하고 소박한 주심포(柱心包)계 양식과 맞배지붕의 삼문(三門)이다. 배흘림 기둥은 현존하는 목조문화재 중 가장 크며, 기둥과 지붕이 만나는 곳의 세련된 조각 솜씨는 고려 말, 조선 초기 건축의 특징을 잘 나타내고 있다.
노후와 변형으로 최근 완전 해체·보수하였으며, 공민왕의 친필로 전하는 임영관 현판이 임영관의 철거시 임영관 삼문에 걸었던 것을 2006년 10월 임영관 복원 준공 후 본래의 위치인 전대청에 옮겨 걸었다.

## 사진

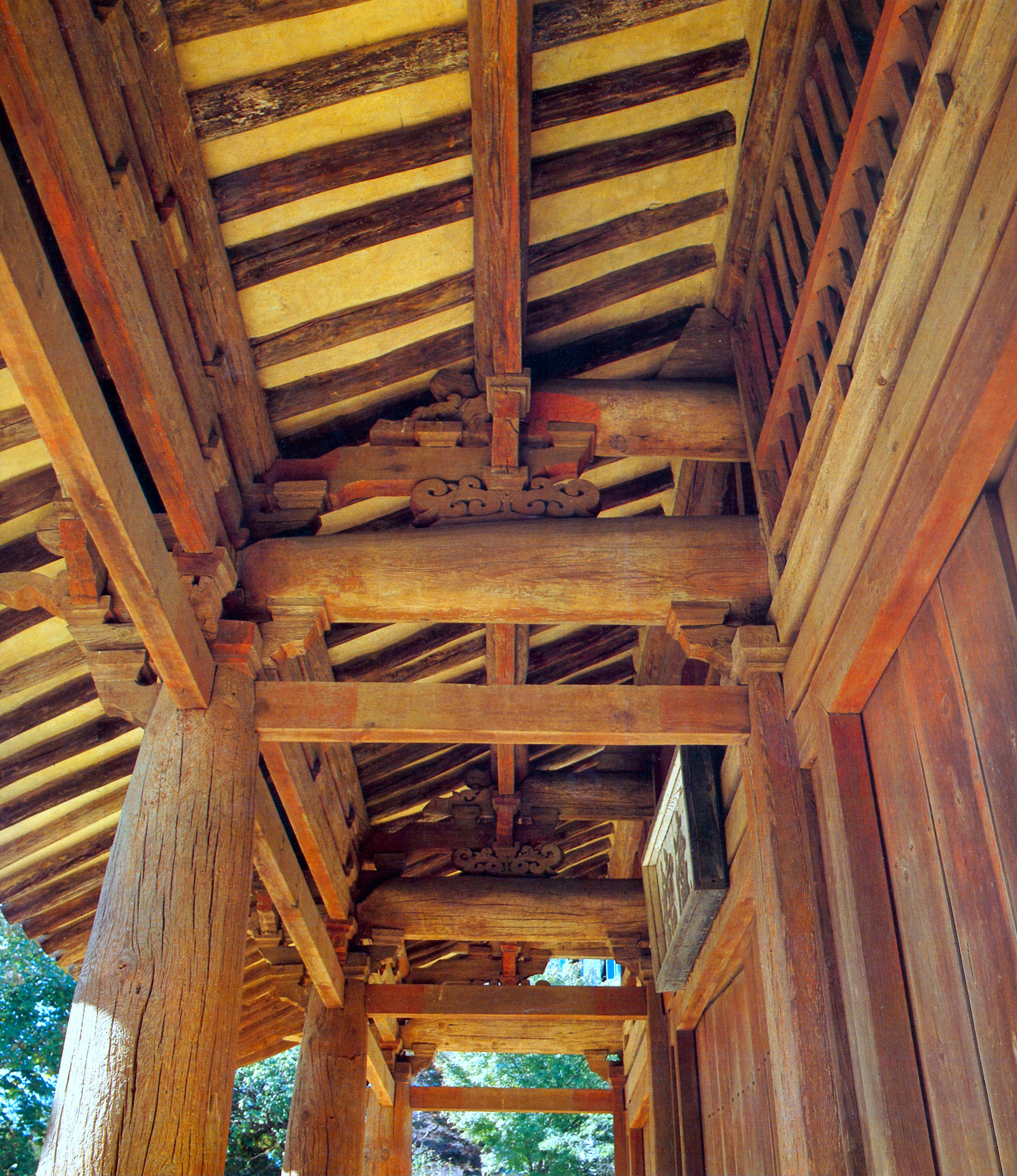
처마 밑
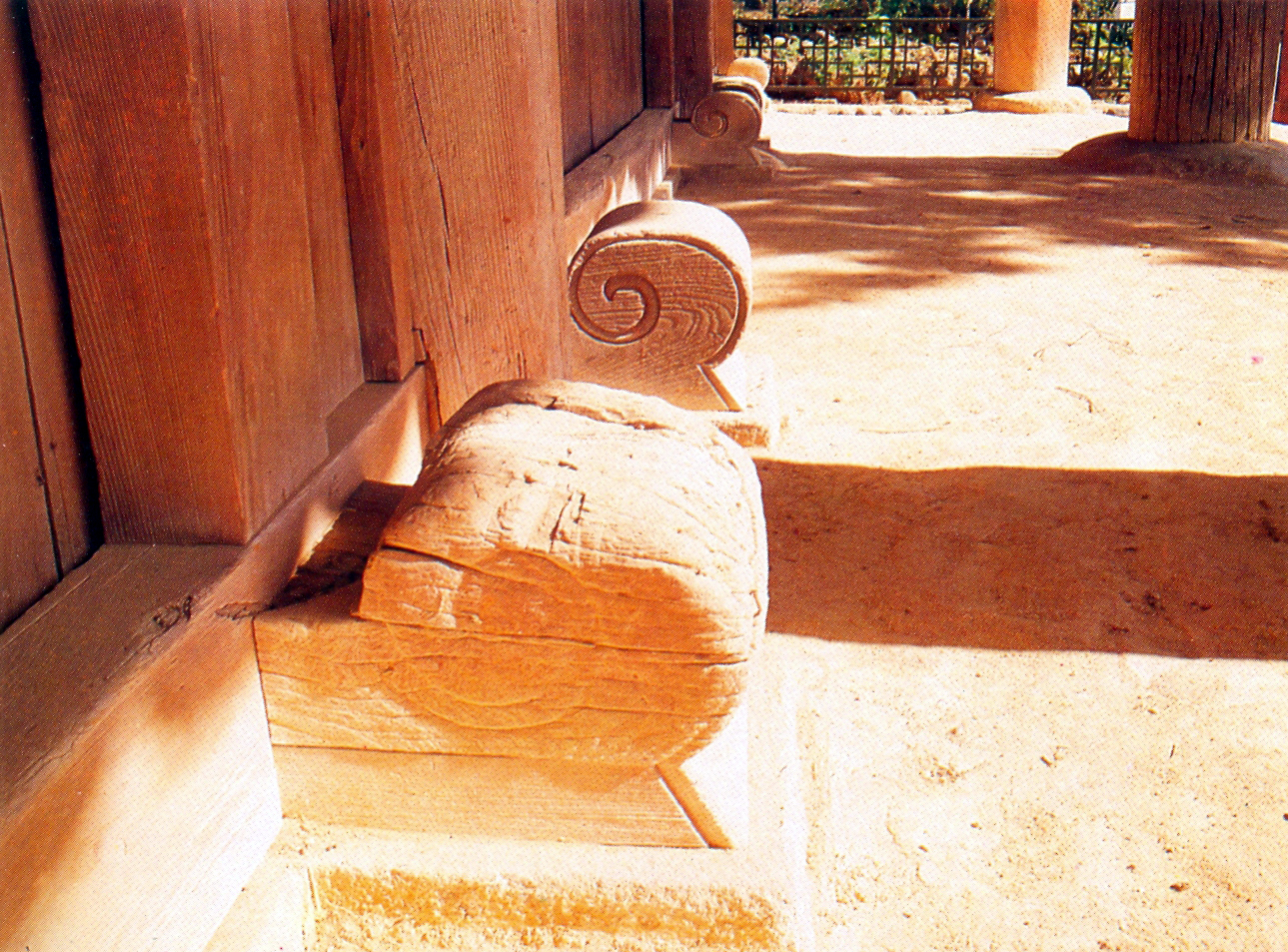
문틀

## 참고 자료
- 강릉 임영관 삼문 - 국가유산청 국가유산포털